# 巴塔尼环形山
巴塔尼环形山是月球正面中部高地上的一座古老大型撞击坑，可能形成于酒海纪时期，以中世纪阿拉伯天文学家及数学家阿布·阿卜杜拉·巴塔尼之名命名，在欧洲它更著名的名字是"阿尔巴忒癸琉斯"（Albategnius），1935年被国际天文联合会正式批准接受。

## 描述

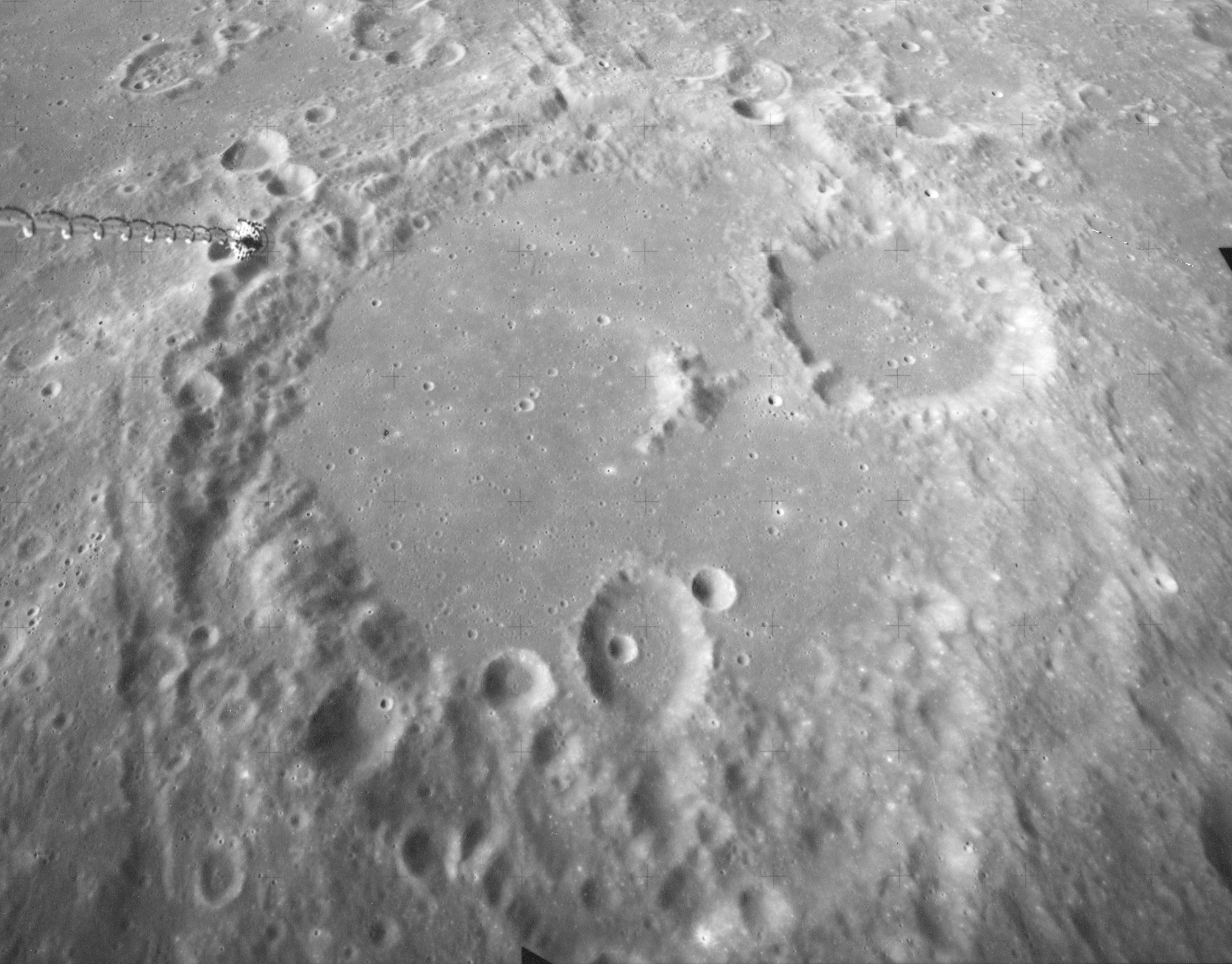
阿波罗16号拍摄的图像

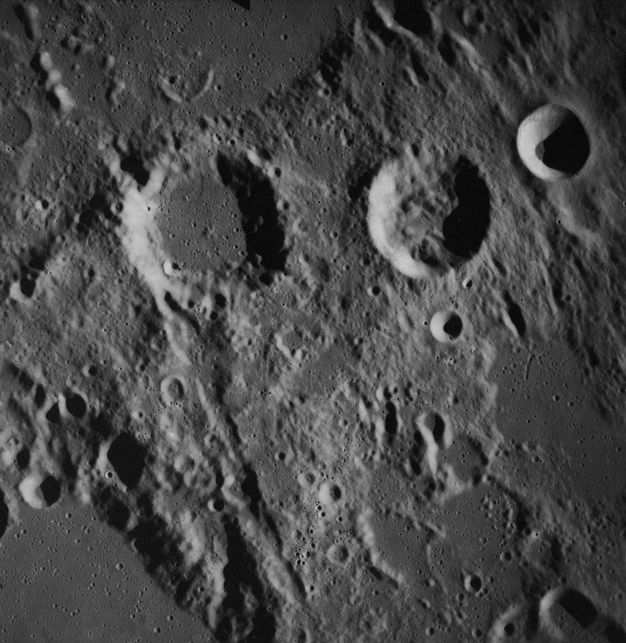
阿波罗16号拍摄的图像

该陨坑位于阿方索环形山和托勒密环形山以东的山区，东邻里奇陨石坑；北面坐落着依巴谷环形山、哈雷陨石坑、欣德陨石坑和穆勒陨石坑；东南面是伯纳姆陨石坑；西南与克莱恩陨石坑相重叠；沃格尔陨石坑和帕罗特环形山则位于它的南面。环形山的中心月面坐标为11°14′S 4°01′E / 11.24°S 4.01°E，
直径131公里，深约3.2公里。
碗状的陨坑相对平坦，内部已被熔岩填塞。大约在雨海撞击期间，形成了四十多座小撞击坑，该陨坑的中央峰(巴塔尼阿尔发-α)位于坑底中央偏西处，南北长约20公里、宽10公里，较坑底高1500米，峰顶上有较小且年轻的陨坑。陨坑巨大的侧壁呈不规则多边形，因撞击、崩塌等而受严重侵蚀，形成了众多破碎的断层、山谷和山峰；陨坑东北侧壁高达4000米陨坑，平均高出周边地形1560米，坑内总容积约13000公里³。
巴塔尼环形山的东侧分布着二条大致呈南北走向，略向东南弯曲的构造断层，据推测形成于雨海撞击时期，其中一道从巴塔尼环形山的东侧壁一直延伸至哈雷陨石坑的西侧壁。
巴塔尼环形山的卫星坑"巴塔尼 L"其陨坑中央有纵向暗纹。长期来，月球陨石坑中这些斑纹的起源，一直都是个谜。通过月球勘测轨道飞行器所获得的高分辨率图像显示，没有证据表明，这种条纹的岩石是来自环形山或其它小陨坑撞击时抛出的溅射物，或陨坑壁的坍落。因此，幽暗纵纹反映了该陨石坑的实际年龄较小。

## 命名与观察

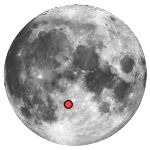
巴塔尼环形山在月球上的位置

巴塔尼环形山的名称来自阿拉伯天文学家巴塔尼，就如月球正面的许多陨石坑一样，该名称也是由乔瓦尼·里乔利命名，他在1651年所创建的月名命名体系已成为标准的命名。更早期的月面制图者也曾给予该特征另外的名字。比利时数学家米迦勒·弗洛伦特·范·朗伦在他1645年的月面图中以神圣罗马帝国皇帝斐迪南三世之名称它为"罗马皇帝费迪南德三世"(Ferdinandi III Imp. Rom)；而波兰天文学家约翰·赫维留则称它为"迪代默斯山"(Didymus Mons)。
巴塔尼环形山被认为是伽利略1610年发表的《星际信使》中一幅较为突出的草图-出现在月球昼夜线上。

## 卫星陨石坑
按照惯例，最靠近巴塔尼环形山的卫星坑在月图上以字母标注在该坑中心点的旁边。
| 巴塔尼 | 纬度    | 经度   | 直径    |
| ------ | ------- | ------ | ------- |
| A      | 8.9° S  | 3.2° E | 7 公里  |
| B      | 10.0° S | 4.0° E | 20 公里 |
| C      | 10.3° S | 3.7° E | 6 公里  |
| D      | 11.3° S | 7.1° E | 9 公里  |
| E      | 12.9° S | 6.4° E | 14 公里 |
| G      | 9.4° S  | 1.9° E | 15 公里 |
| H      | 9.7° S  | 5.2° E | 11 公里 |
| J      | 11.1° S | 6.2° E | 7 公里  |
| K      | 9.9° S  | 2.0° E | 10 公里 |
| L      | 12.1° S | 6.3° E | 8 公里  |
| M      | 8.9° S  | 4.2° E | 9 公里  |
| N      | 9.8° S  | 4.5° E | 9 公里  |
| O      | 13.2° S | 4.2° E | 5 公里  |
| P      | 12.9° S | 4.5° E | 5 公里  |
| S      | 13.3° S | 6.1° E | 6 公里  |
| T      | 12.6° S | 6.1° E | 9 公里  |

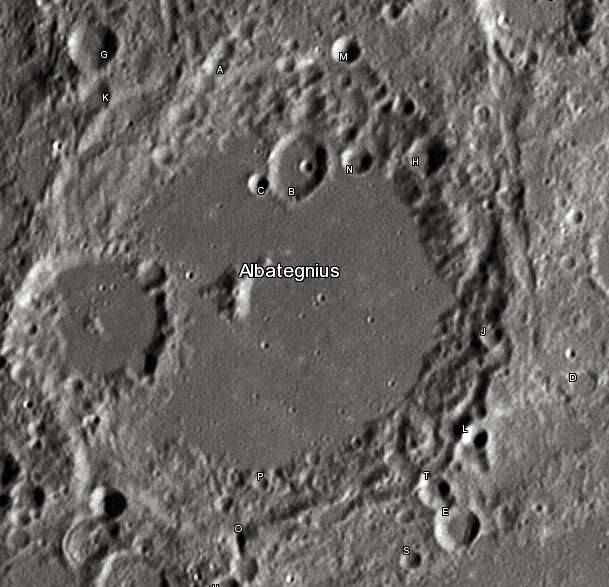
戴维·坎贝尔图片.

- 卫星陨石坑"巴塔尼 L"被月球及行星观测者协会(ALPO)列入《内侧壁坡带有暗黑辐射纹的撞击坑列表》[8]。

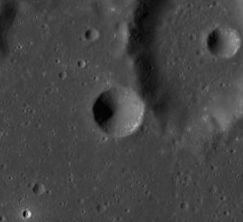
卫星坑"巴塔尼 C"和"巴塔尼 B"，月球勘测轨道飞行器拍摄。
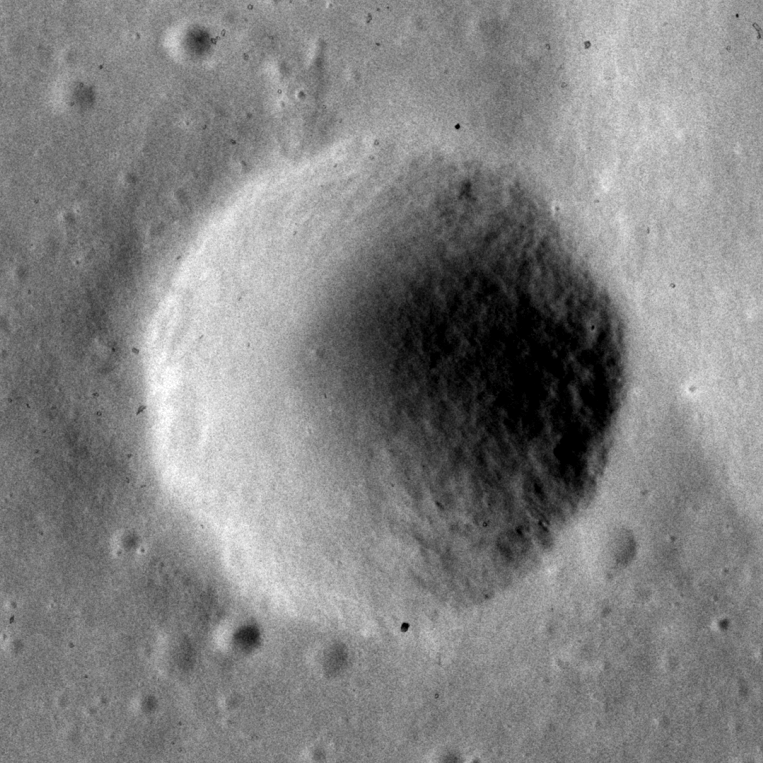
卫星坑"巴塔尼 C"，阿波罗16号拍摄。